# Лонг Гроув (Ајова)
Лонг Гроув (енгл. Long Grove) град је у америчкој савезној држави Ајова. По попису становништва из 2010. у њему је живело 808 становника.

## Демографија
Према попису становништва из 2010. у граду је живело 808 становника, што је 211 (35,3%) становника више него 2000. године.
| Група             | 2000.       | 2010.       |
| Белци             | 595 (99,7%) | 779 (96,4%) |
| Афроамериканци    | 0 (0,0%)    | 0 (0,0%)    |
| Азијати           | 0 (0,0%)    | 2 (0,2%)    |
| Хиспаноамериканци | 1 (0,2%)    | 27 (3,3%)   |
| Укупно            | 597         | 808         |